# Szczelina nad Żlebem
Szczelina nad Żlebem – jaskinia w Dolinie Kościeliskiej w Tatrach Zachodnich. Wejście do niej znajduje się w Raptawickiej Turni, ponad Raptawickim Żlebem, na wysokości 1222 metrów n.p.m. Długość jaskini wynosi 8 metrów, a jej deniwelacja 1 metr.

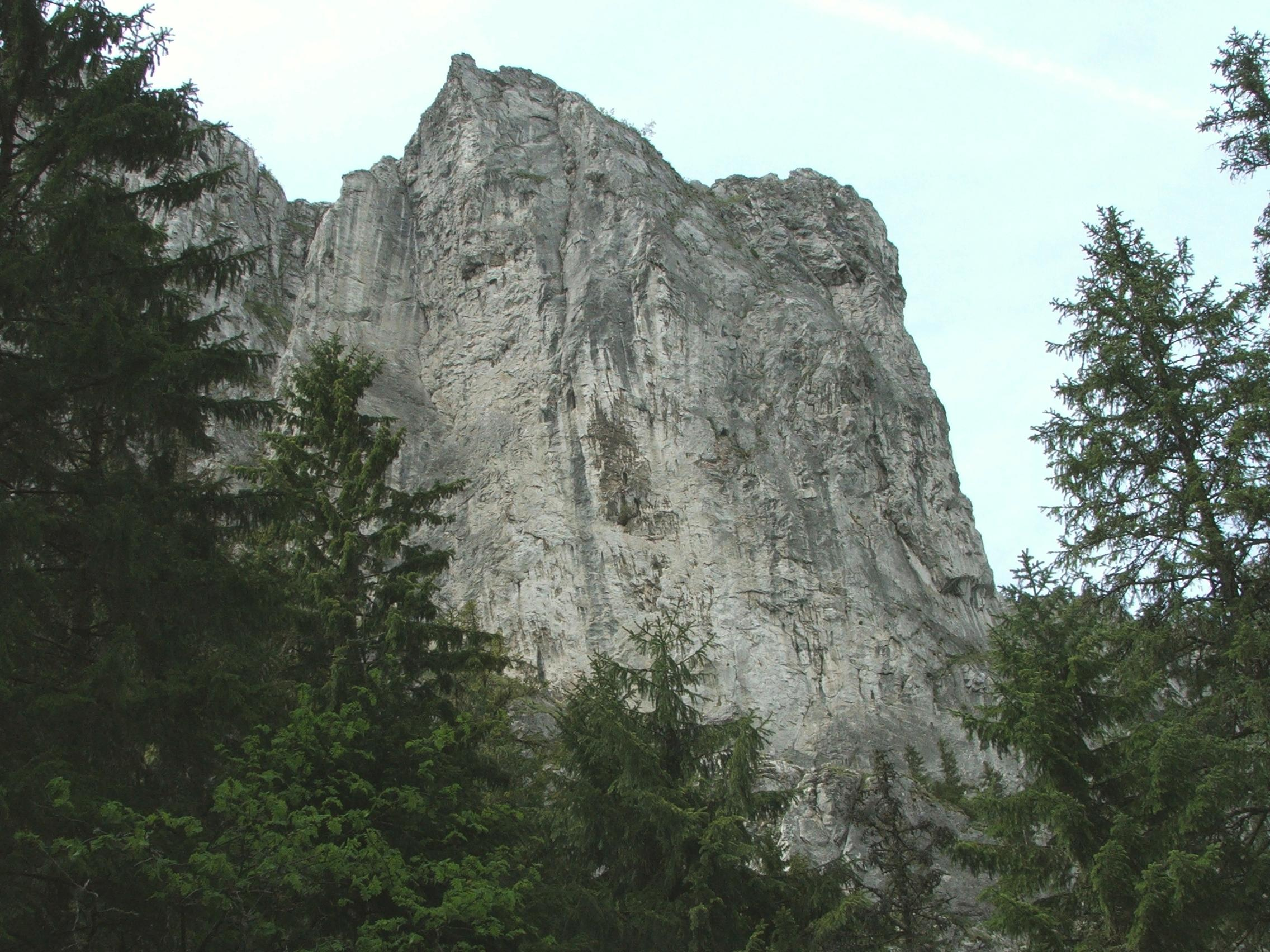
Raptawicka Turnia

## Opis jaskini
Jaskinię tworzy wąski, szczelinowy korytarz zaczynający się w niewielkim otworze wejściowym, a kończący szczeliną nie do przejścia.

## Przyroda
W jaskini można spotkać nacieki grzybkowe. Ściany są mokre, rosną na nich mchy.

## Historia odkryć
Jaskinię odkryli prawdopodobnie S. Gmaj i M. Rutkowski w 1970 roku. Jej opis i plan sporządził R.M. Kardaś przy pomocy E. i J. Bednarków w 1979 roku.